# ناوشکن کلاس مومو
دیسترویر کلاس مومو (به انگلیسی: Momo-class destroyer) یک کلاس از کشتی است که طول آن ۸۳٫۸ متر (۲۷۵ فوت) می‌باشد.